# جمعية أطباء التخدير المصرية
جمعية أطباء التخدير المصرية هي جمعية مهنية تأسست في عام 1984 بالتعاون بين اساتذة التخدير من مختلف الجامعات المصرية والقوات المسلحة ووزارة الصحة.

## دور الجمعية
تقوم الجمعية بتنظيم المؤتمرات الدولية للتخدير ويحضر فيها نخبة من صفوة اساتذة التخدير من مختلف دول العالم بالاشتراك مع الاستاذة المصريين، ويصاحب هذه المؤتمرات ورش عمل لمختلف تخصصات التخدير وكذا معرض عالمي لاحدث الاجهزة والمستلزمات والعقاقير الخاصة بعلم التخدير.
تقوم الجمعية بإصدار المجلة المصرية للتخدير، بعد أخذ موافقة المجلس الاعلي للصحافة. وتم تكوين لجنة النشر بالمجلة عام 2001 وتولي رئاسة تحرير المجلة وكذا عضوية لجنة النشر عدد من الاساتذة من مختلف الجامعات والقطاعات. تم الاتفاق مع اكاديمية البحث العلمي علي النشر الإلكتروني للمجلة والتعاقد مع شركة تايلور وفرانسيس مقابل مبلغ 15000 دولار سنويا وبذلك أصبحت المجلة دولية ابتداء من عام 2010.